# Capilla de los Remedios (Jerez de la Frontera)
La iglesia o capilla de los Remedios es una capilla intramuros que se encuentra en el barrio de San Dionisio de Jerez de la Frontera (Andalucía, España).
Junto a ella se encuentra la Capilla del Señor de la Puerta Real, una capilla muy conocida y por la cual, popularmente, se denomina al conjunto de la Capilla de los Remedios y la propia Capilla del Señor de la Puerta Real.

## Origen
La capilla original se remonta a tiempos posteriores a la Reconquista, cuando Jerez era recibía asedios por parte de ejércitos moros. En 1517 se fundó en dicha capilla la hermandad de Nuestra Señora Santa María de los Remedios. Tras la fundación de la organización, los hermanos construyeron una capilla mayor emplazada en el lugar actual. La actual nave del Evangelio era entonces una sala-hospital de Juan Grande, llamado hospital de los Remedios hasta que éste los integró en el hospital del Candelaria en la actual Alameda Cristina. A mediados del siglo XVII se amplía nuevamente la iglesia, construyéndose la actual fachada en 1654.
La hermandad fue disuelta en el siglo XVIII y la capilla es cerrada al culto en 1868, abriéndose de nuevo a mitad del siglo XX.

## Capilla del Señor de la Puerta Real

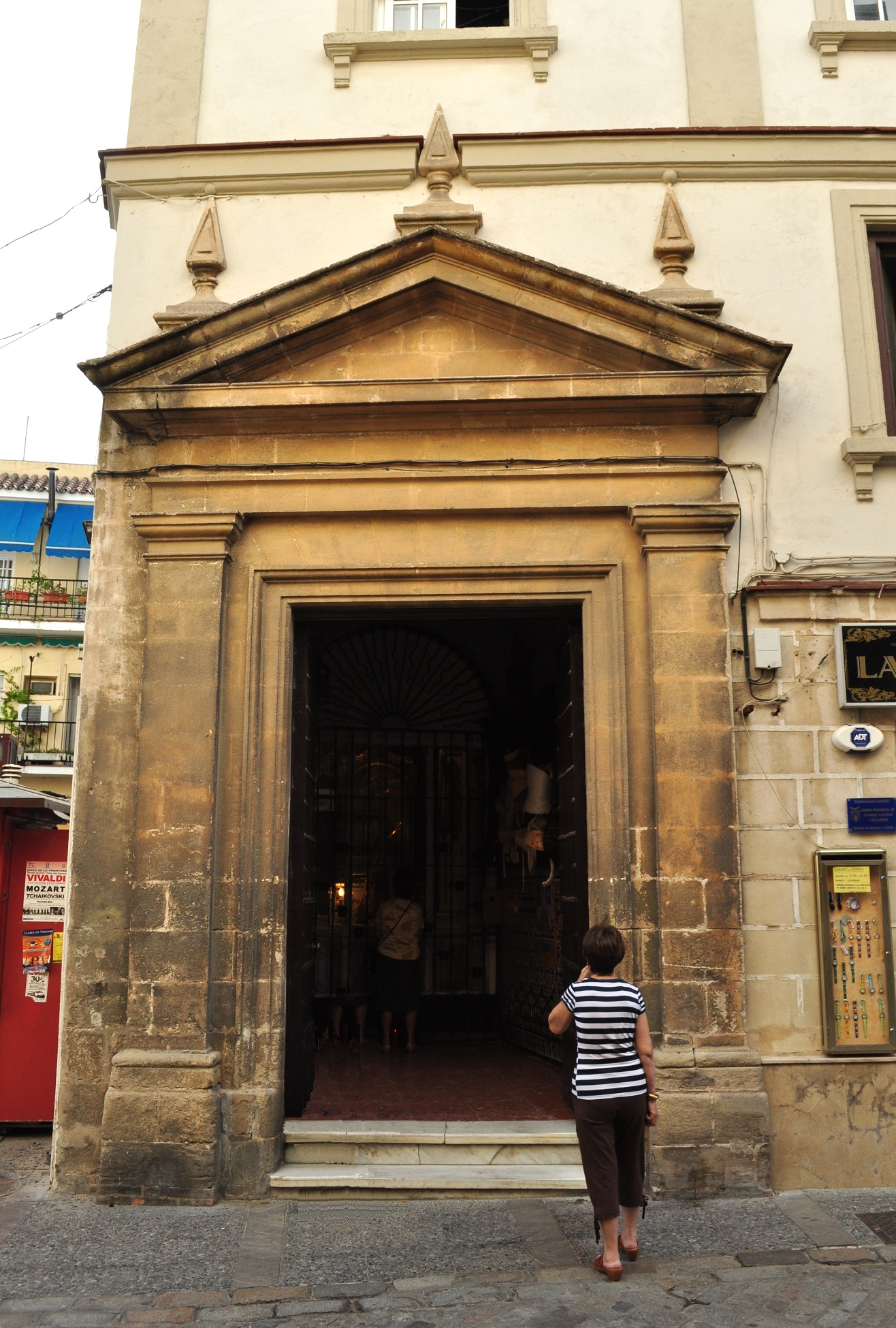
Capilla del Señor de la Puerta Real.

Adjunto a la Iglesia de los Remedios, se encuentra la capilla del Señor de la Puerta Real, muy conocida al encontrarse en una zona de mucho tránsito en el centro de la ciudad, entre la Plaza del Arenal y la Plaza de la Yerba, en la misma calle que el Ayuntamiento de Jerez.
Antiguamente se encontraba una imagen de la Virgen con su Hijo en brazos a la que llamaban Nuestra Señora de los Remedios. Actualmente hay un calvario de importante valor artístico

### Origen

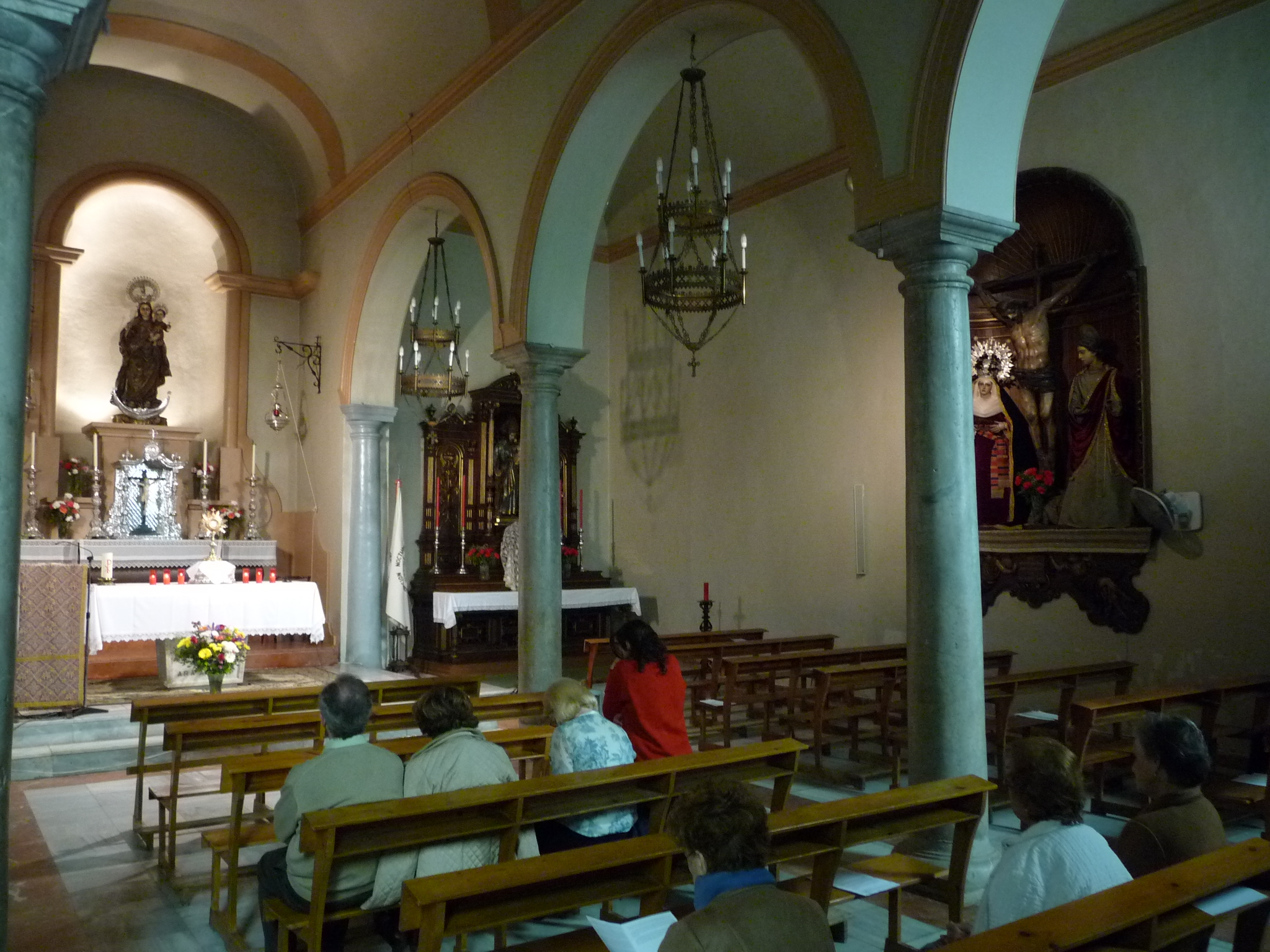
Interior

El origen de esta capilla, según tradición, se remonta a tiempos de la Reconquista. Estando la ciudad sitiada en 1325 por benamires y estando dispersas las huestes jerezanas, las pocas que quedaban en guarnición en la ciudad entraron rápidos por la Puerta Real de la antigua muralla, para protegerse del asedio que se avecinaba. Angustiados, al entrar clamaron Señora, remedianos. En ese momento, y entre tanto barullo, se desprendió parte del muro, quedando al aire libre una oquedad con la imagen de una Virgen, a la cual se le puso la advocación de los Remedios.